# Савез удружења бораца Народноослободилачког рата Југославије
Савез удружења бораца Народноослободилачког рата Југославије (скраћено: СУБНОР; мкд. Сојуз на на здруженијата на борците од Народноослободителната војна; словен. Zveza združenj borcev in udeležencev narodnoosvobodilnega boja) била је друштвено-политичка организација у Социјалистичкој Федеративној Републици Југославији, Савезној Републици Југославији и Државној заједници Србије и Црне Горе, која је окупљала све борце Народноослободилачког рата (НОР), од 1941. до 1945. године и бавила се очувањем тековина тог рата, као и материјалним обезбеђењем бивших учесника, посебно инвалида, као и њихових породица.
СУБНОР Југославије је основан 1947. године под називом Савез бораца Народноослободилачког рата (мкд. Сојузот на борците од Народноослободителната војна; словен. Zveza borcev narodnoosvobodilnega boja), а на свом Четвртом конгресу, 1961. године се спојио са Савезом ратних војних инвалида Југославије и Удружењем резервних официра и подофицира. Тада је и добио назив Савез удружења бораца НОР-а, пошто су сви тадашњи чланови Савеза ратних војних инвалида, као и Удружења резервних официра и подофицира били учесници НОР-а, а самим тим и чланови Савеза бораца. Овим удруживањем створена је јединствена друштвено-политичка организација која је имала за циљ борбу за очување и развијање тековина „Народноослободилачког рата и социјалистичке револуције“.
Од 1947. до 1991. године СУБНОР се састојао из шест републичких организација, које су осамостаљивањем њихових република од СФРЈ, постајале самосталне организације. У периоду од 1991. до 2006. године СУБНОР су чиниле само две републичке организације — из Србије и Црне Горе, а нестанком ове државне заједнице престала је и да постоји ова савезна организација.

## Историјат
Оснивачки конгрес Савеза бораца Народноослободилачког рата Југославије одржан је 28. и 29. септембра 1947. године у Београду. На Конгресу су донесена Правила Савеза бораца, којима су утврђени назив организације, задаци, организациона структура, услови пријема у чланство, права и дужности чланова и др. Такође, на Конгресу је изабран Главни одбор организације, а за првог председника Савеза бораца је изабран Јосип Броз Тито.
Основни задатак Савеза бораца је био очување и учвршћивање тековина Народноослободилачке борбе, развијање традиција Народноослободилачке борбе, сакупљање историјске грађе из Народноослободилачке борбе, уређивање гробова палих бораца, подизање споменика, основање музеја, брига о материјалном збрињавању, школовању и запошљавању учесника и деце палих бораца, регулисању инвалиднине, пензија и осталих социјалних помоћи учесницима рата и њиховим породицама, брига о просветној и спортској активности чланова, сарадњи са националним и међународним организацијама бивших бораца и др. Чланови ове организације могли су бити - учесници Народноослободилачке борбе, активисти Народноослободилачког покрета, затвореници и интернирана ухапшена лица због помагања и сарадње са Народноослободилачким покретом, заробљеници бивше Југословенске војске који су се у заробљеништву определили за Народноослободилачки покрет и југословенски држављани који су се ван Југославије борили против фашизма.
Током 1948. године, основане су републичке организације Савеза бораца - у априлу Савез бораца Црне Горе; у мају Савез бораца Србије, Савез бораца Хрватске и Савез бораца Босне и Херцеговине и у јулу Савез бораца Словеније.
На Другом конгресу Савеза бораца одржаном 10. и 11. марта 1951. године у Београду, допуњен је Правилник организације и изабран Централни и Надзорни одбор. На првој седници новоизабраног Централног одбора за новог председника Савеза бораца је изабран Александар Ранковић, док је Јосип Броз Тито изабран за почасног председника. На следећем Трећем конгресу, одржаном 27. и 28. априла 1955. године у Љубљани, Јосип Броз Тито је изабран за доживотног почасног председника. 
На Четвртом конгресу Савеза бораца, одржаном од 29. јуна до 1. јула 1961. године у Београду дошло је до уједињења организације Савеза бораца са организацијама Савеза ратних војних инвалида Југославије и Удружења резервних официра и подофицира. Тада је и добијен нови назив организације - Савез удружења бораца НОР-а, пошто су сви тадашњи чланови Савеза ратних војних инвалида, као и Удружења резервних официра и подофицира били учесници НОР-а, а самим тим и чланови Савеза бораца. На Шестом конгресу СУБНОР-а, одржаном од 15. до 17. октобра 1969. године у Охриду донет је нови Статут организације, који је дао више овлашћења републичким организацијама СУБНОР-а. Такође од овог Конгреса, из чланства СУБНОР-а је издвојен Савез резервних војних старешина Југославије (СРВСЈ), пошто су временом чланови овог удружења почели да постају и пензионисани официри и подофицири који нису били учесници НОР-а.
Током првих послератних година основна активност СУБНОР-а била је усмерена на његове основне циљеве - очување и неговање традиција НОБ-а, збрињавање бивших бораца, инвалида, као и породица палих бораца, подизање споменика и др. Касније током седамдесетих и осамдесетих година, у руководство СУБНОР-а су се све више налазили пензионисани пензионисани државни и партијски функционери, као и генерали и официри Југословенске народне армије (ЈНА). Тада је СУБНОР све више постајао политичка организација, која је поред свог примарног деловања почела да се меша у све актуелне друштвено-политичке проблеме у земљи са становишта „чувара револуције“.
На иницијативу СУБНОР-а 1950. године су установљене „Споменица палих борца НОР-а“, коју је додељивало Министарство народне одбране и „Споменица жртава фашистичког терора“, коју су додељивали Президијуми народних скупштина република ФНРЈ. Предлоге за додељивање ових споменица доносио је СУБНОР. Такође СУБНОР је надлежним органима давао предлоге за одликовање појединаца или јединица за учешће у Народноослободилачком рату, а без сагласности чланова СУБНОР-а није се могла добити ни Партизанска споменица 1941.
Председник ФНР Југославије Јосип Броз Тито је 3. јула 1956. године, поводом петогодишњице почетка Народноослободилачког рата, одликовао Орденом народног хероја ову организацију за - изванредне јуначке подвиге и масовни хероизам којим су се чланови организације Савеза бораца истакли у време Народноослободилачког рата у борби против непријатеља и за нарочите заслуге стечене на чувању тековина народне револуције.

## Организација
Савез удружења бораца Народноослободилачког рата се формирао на територијалном принципу, у насељу, селу, граду по одлуци општинске скупштине, односно општинског одбора СУБНОР-а. Највиши органи Савеза бораца, почевши од удружења па до Савеза, биле су скупштине удружења (општинских, покрајинских и републичких организација), односно Конгрес СУБНОР Југославије.
У оквиру СУБНОР-а Југославије, као и при републичким организацијама, биле су организоване и разне комисије, као, на пример, Комисија ратних војних инвалида, Комисија бивших политичких затвореника, интернираца и депортираца, Комисија бивших ратних заробљеника, Комисија за послове народне одбране, Комисија за неговање револуционарних традиција и др. Такође у оквиру СУБНОР-а су биле организоване и секције ратних јединица НОВ и ПОЈ, од којих су најактивније биле секције бораца Прве и Друге пролетерске, Шесте личке, Седме банијске, Осме кордунашке дивизије, секције бораца славонских и војвођанских бригада и др.
Чланство у СУБНОР-у је било добровољно и појединачно, а поред учесника Народноослободилачког рата (НОР), сарадника Народноослободилачког покрета (НОП), заробљеника и логораша, члан СУБНОР-а је могао бити и сваки грађанин Југославије који се ван земље борио против фашизма, као и бивши учесници грађанског рата у Шпанији, покрета отпора у Француској и др. Каснијих година, у чланство СУБНОР-а су укључивани и чланови породица погинулих бораца или умрлог инвалида.
У време одржавања свог Шестог конгреса, 1969. године СУБНОР је имао 1.348.056 чланова, а у време одржавања Седмог конгреса, 1974. године 957.805 чланова.
На Једанаестом конгресу, у јулу 1990, СУБНОР Југославије уместо друштвено-политичке организације постаје самостална организација нестраначког карактера (СУБНОР Словеније није учествовао на конгресу).
СУБНОР Југославије био је члан и један од осам оснивача Светске федерације бивших бораца (енгл. World Veterans Federation), која је основана 1951. године у Паризу, под називом Међународна федерација Организације ратних ветерана (енгл. The International Federation of War Veterans Organisation).
СУБНОР Југославије је издавао свој лист „4. јул“.

## Конгреси
Конгреси Савеза бораца и Савеза удружења бораца НОР-а Југославије, одржани од оснивања организације до распада СФР Југославије: 
- Први конгрес одржан од 28. до 30. септембра 1947. године у Београду
- Други конгрес одржан 10. и 11. март 1951. године у Београду
- Трећи конгрес одржан 27. и 28. април 1955. године у Љубљани
- Четврти конгрес одржан од 29. јуна до 1. јула 1961. године у Београду
- Пет конгрес одржан од 28. до 30. септембра 1965. године у Сарајеву
- Шести конгрес одржан од 15. до 17. октобра 1969. године у Охриду
- Седми конгрес одржан од 19. до 21. јуна 1974. године у Загребу
- Осми конгрес одржан од 17. до 19. октобра 1978. године у Будви
- Девети конгрес одржан од 18. до 20. јуна 1982. године у Београду
- Десети конгрес одржан 10. и 11. јуна 1986. године у Београду
- Једанаести конгрес одржан 10. и 11. јула 1991. године у Београду

## Председници
| Преглед руководећих личности Савеза удружења бораца Народноослободилачког рата Југославије | Преглед руководећих личности Савеза удружења бораца Народноослободилачког рата Југославије | Преглед руководећих личности Савеза удружења бораца Народноослободилачког рата Југославије | Преглед руководећих личности Савеза удружења бораца Народноослободилачког рата Југославије | Преглед руководећих личности Савеза удружења бораца Народноослободилачког рата Југославије | Преглед руководећих личности Савеза удружења бораца Народноослободилачког рата Југославије |
| конгресни период                                                                           | број                                                                                       | име и презиме                                                                              | почетак мандата                                                                            | крај мандата                                                                               | напомена                                                                                   |
| ------------------------------------------------------------------------------------------ | ------------------------------------------------------------------------------------------ | ------------------------------------------------------------------------------------------ | ------------------------------------------------------------------------------------------ | ------------------------------------------------------------------------------------------ | ------------------------------------------------------------------------------------------ |
| ФНР и СФР Југославија 1947—1992.                                                           |                                                                                            |                                                                                            |                                                                                            |                                                                                            |                                                                                            |
| 1 конгрес 1947—1951.                                                                       | 1                                                                                          | Јосип Броз Тито                                                                            | 30. септембар 1947.                                                                        | 11. март 1951.                                                                             |                                                                                            |
| 2 конгрес 1951—1955.                                                                       | 2                                                                                          | Александар Ранковић                                                                        | 11. март 1951.                                                                             | 28. април 1955.                                                                            |                                                                                            |
| 3 конгрес 1955—1961.                                                                       | 2                                                                                          | Александар Ранковић                                                                        | 28. април 1955.                                                                            | 1. јул 1961.                                                                               |                                                                                            |
| 4 конгрес 1961—1965.                                                                       | 2                                                                                          | Александар Ранковић                                                                        | 1. јул 1961.                                                                               | 30. септембар 1965.                                                                        |                                                                                            |
| 5 конгрес 1965—1969.                                                                       | 2                                                                                          | Александар Ранковић                                                                        | 30. септембар 1965.                                                                        | 14. фебруар 1966.                                                                          |                                                                                            |
| 5 конгрес 1965—1969.                                                                       | 3                                                                                          | Ђуро Пуцар Стари                                                                           | 14. фебруар 1966.                                                                          | 17. октобар 1969.                                                                          |                                                                                            |
| 6 конгрес 1969—1974.                                                                       | 4                                                                                          | Маријан Цветковић                                                                          | 17. октобар 1969.                                                                          | 21. јуна 1974.                                                                             |                                                                                            |
| 7 конгрес 1974—1978.                                                                       | 5                                                                                          | Коста Нађ                                                                                  | 21. јуна 1974.                                                                             | 19. октобра 1978.                                                                          |                                                                                            |
| 8 конгрес 1978—1982.                                                                       | 5                                                                                          | Коста Нађ                                                                                  | 19. октобра 1978.                                                                          | 24. април 1980.                                                                            |                                                                                            |
| 8 конгрес 1978—1982.                                                                       | 5                                                                                          | Коста Нађ                                                                                  | 24. април 1980.                                                                            | 5. мај 1981.                                                                               |                                                                                            |
| 8 конгрес 1978—1982.                                                                       | 6                                                                                          | Мито Димитријевски                                                                         | 5. мај 1981.                                                                               | 20. јун 1982.                                                                              |                                                                                            |
| 9 конгрес 1982—1986.                                                                       | 7                                                                                          | Владимир Шћекић                                                                            | 20. јун 1982.                                                                              | 22. јун 1983.                                                                              |                                                                                            |
| 9 конгрес 1982—1986.                                                                       | 8                                                                                          | Бојан Полак                                                                                | 22. јун 1983.                                                                              | 20. јун 1984.                                                                              |                                                                                            |
| 9 конгрес 1982—1986.                                                                       | 9                                                                                          | Илија Ђукић                                                                                | 20. јун 1984.                                                                              | 19. јун 1985.                                                                              |                                                                                            |
| 9 конгрес 1982—1986.                                                                       | 10                                                                                         | Михаило Швабић                                                                             | 19. јун 1985.                                                                              | 10. јун 1986.                                                                              |                                                                                            |
| 10 конгрес 1986—1990.                                                                      | 11                                                                                         | Руди Колак                                                                                 | 10. јун 1986.                                                                              | 3. јун 1987.                                                                               |                                                                                            |
| 10 конгрес 1986—1990.                                                                      | 12                                                                                         | Богдан Пецотић                                                                             | 3. јун 1987.                                                                               | 14. јун 1988.                                                                              |                                                                                            |
| 10 конгрес 1986—1990.                                                                      | 13                                                                                         | Петар Матић Дуле                                                                           | 14. јун 1988.                                                                              | 21. септембар 1988.                                                                        |                                                                                            |
| 10 конгрес 1986—1990.                                                                      | /                                                                                          | Методије Котевски                                                                          | 21. септембар 1988.                                                                        | 24. новембар 1988.                                                                         | вршилац дужности                                                                           |
| 10 конгрес 1986—1990.                                                                      | 14                                                                                         | Милан Прибић                                                                               | 24. новембар 1988.                                                                         | 26. јун 1989.                                                                              |                                                                                            |
| 10 конгрес 1986—1990.                                                                      | 15                                                                                         | Ристо Џунов                                                                                | 26. јун 1989.                                                                              | 11. јул 1990.                                                                              |                                                                                            |
| 11 конгрес 1990.                                                                           | 17                                                                                         | Радомир Вукосавовић                                                                        | 11. јул 1990.                                                                              | 16. јул 1991.                                                                              |                                                                                            |
| 11 конгрес 1990.                                                                           | 18                                                                                         | Душан Лазић                                                                                | 16. јул 1991.                                                                              | 1992.                                                                                      |                                                                                            |
| СР Југославија и Србија и Црна Гора 1992—2006.                                             |                                                                                            |                                                                                            |                                                                                            |                                                                                            |                                                                                            |
|                                                                                            |                                                                                            | Велизар Шкеровић                                                                           | 1992.                                                                                      | 1994.                                                                                      |                                                                                            |
|                                                                                            | Милисав Бојић                                                                              | 1994.                                                                                      | 1998.                                                                                      |                                                                                            |                                                                                            |
|                                                                                            | Миодраг Зечевић                                                                            | 1998.                                                                                      | 2006.                                                                                      |                                                                                            |                                                                                            |

## Наслеђе
После распада Југославије, 1991. године СУБНОР Југославије је престао да постоји у дотадашњем облику, а његову традицију у новонасталим државама наставиле су дотадашње републичке организације. Све до 2006. године званично је постојао СУБНОР Југославије, али је и он престао да постоји распадом Државне заједнице Србије и Црне Горе.
Организације СУБНОР-а које данас делују и организације које су настале од републичких организација СУБНОР-а: 
- Босна и Херцеговина - постоје два одвојена борачка удружења, која скоро да и не сарађују.
  - Федерација Босне и Херцеговине - Савез антифашиста и бораца народноослободилачког рата у Босни и Херцеговини (САБНОР БиХ), настао 24. јуна 2006. године трансформацијом дотадашње организације СУБНОР-а Босне и Херцеговине. Делује само на територији Федерације БиХ.
  - Република Српска - Савез удружења бораца народноослободилачког рата Републике Српске (СУБНОР РС), настао 1992. године од општинских организација СУБНОР-а БиХ које су се налазиле на територији Републике Српске. Делује само на територији Републике Српске и повезан је са СУБНОР-ом Србије.
- Македонија - Савез бораца народноослободилачког и антифашистичког рата Македоније
- Словенија - након осамостаљивања Словеније, организација је неколико пута реорганизована и мењала назив. Први пут 1993. године, када је дотадашњи СУБНОР Словеније променио назив у Савез удружења бораца и учесника НОБ Словеније (словен. Zvezo združenj borcev in udeležencev NOB Slovenije), а други пут 2007. године када је преименован у Савез удружења бораца за вредности НОБ Словеније.
- Србија - Савез удружења бораца народноослободилачког рата Србије (СУБНОР Србије), до 2006. године организација је деловала у оквиру СУБНОР-а Југославије, односно СУБНОР-а Србије и Црне Горе, а од тада делује самостално.
- Хрватска - након осамостаљења Хрватске, СУБНОР Хрватске је 1992. године реорганизован и променио је назив у Савез антифашистичких бораца Републике Хрватске (САБ РХ), а 2007. године у Савез антифашистичких бораца и антифашиста Републике Хрватске (САБА РХ).
- Црна Гора - до 2006. године СУБНОР Црне Горе је деловао у оквиру СУБНОР-а Југославије, односно СУБНОР-а Србије и Црне Горе, а после осамостаљења Црне Горе, организација је реорганизована у Савез удружења бораца народноослободилачког рата и антифашиста Црне Горе (СУБНОР и антифашиста Црне Горе). Исте године из ове организација је иступио један део чланства, који сада делује као невладина организација под називом СУБНОР Црне Горе југословенска опција.